# TTA – Elitserien i Racing (evenemang)
TTA – Elitserien i Racing var ett svenskt motorsportevenemang, som startades under namnet Swedish Racing League 2011. Bolaget MMM AB stod från början bakom evenemanget, tillsammans med bland annat Leif Lindström, Stanley Dickens och Peter "Poker" Wallenberg. Under sin första säsong innehöll evenemanget Swedish GT Series, Ginetta G20 Cup, Trofeo Abarth 500 Scandinavia och motorcykelklassen Nordic Battle of The Twins. 
Till år 2012 köpte Touring Car Team Association upp evenemanget och ändrade namnet till TTA – Elitserien i Racing. Deras klass, TTA – Elitserien i Racing (samma namn som evenemanget), blev därmed huvudklass, samtidigt som Radical och Carrera – GT Cup tillkom och Ginetta G20 Cup, samt Nordic Battle of The Twins försvann. Trofeo Abarth 500 Scandinavia bytte även namn till Trofeo Abarth 500 Sweden.
TTA har även gett namnet till en enhetsbil av typen silhouette, där chassi och drivlina är standardiserat och specialbyggt för racing och där karossen är gjuten i kompositmaterial för att efterlikna en vanlig personbil. Den är utvecklad tillsammans med det franska motorsportföretaget Solution-F. Denna bil var huvudklass under 2012 års TTA evenemang.
Inför säsongen 2013 har TTA uppgått i Scandinavian Touring Car Championship (STCC) och TTA bilarna blir huvudklass i STCC evenemangen.

## Klassgalleri
Observera att årtalen efter namnen på mästerskapen syftar på när det blev en del av TTA – Elitserien i Racing/Swedish Racing League. Flera av serierna fanns redan tidigare, fast inom andra evenemang.

### Nuvarande (2012)

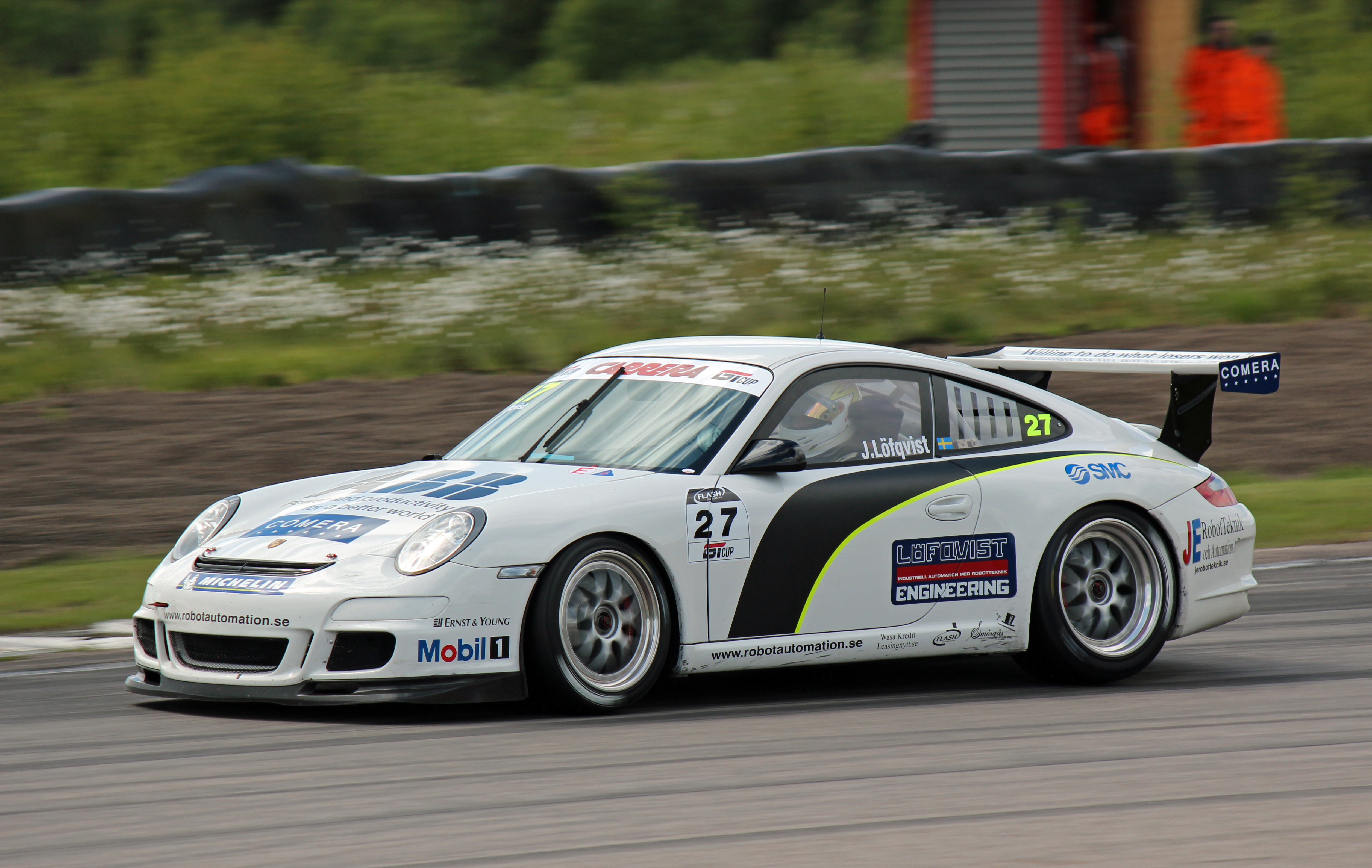
Carrera – GT Cup (2012-).
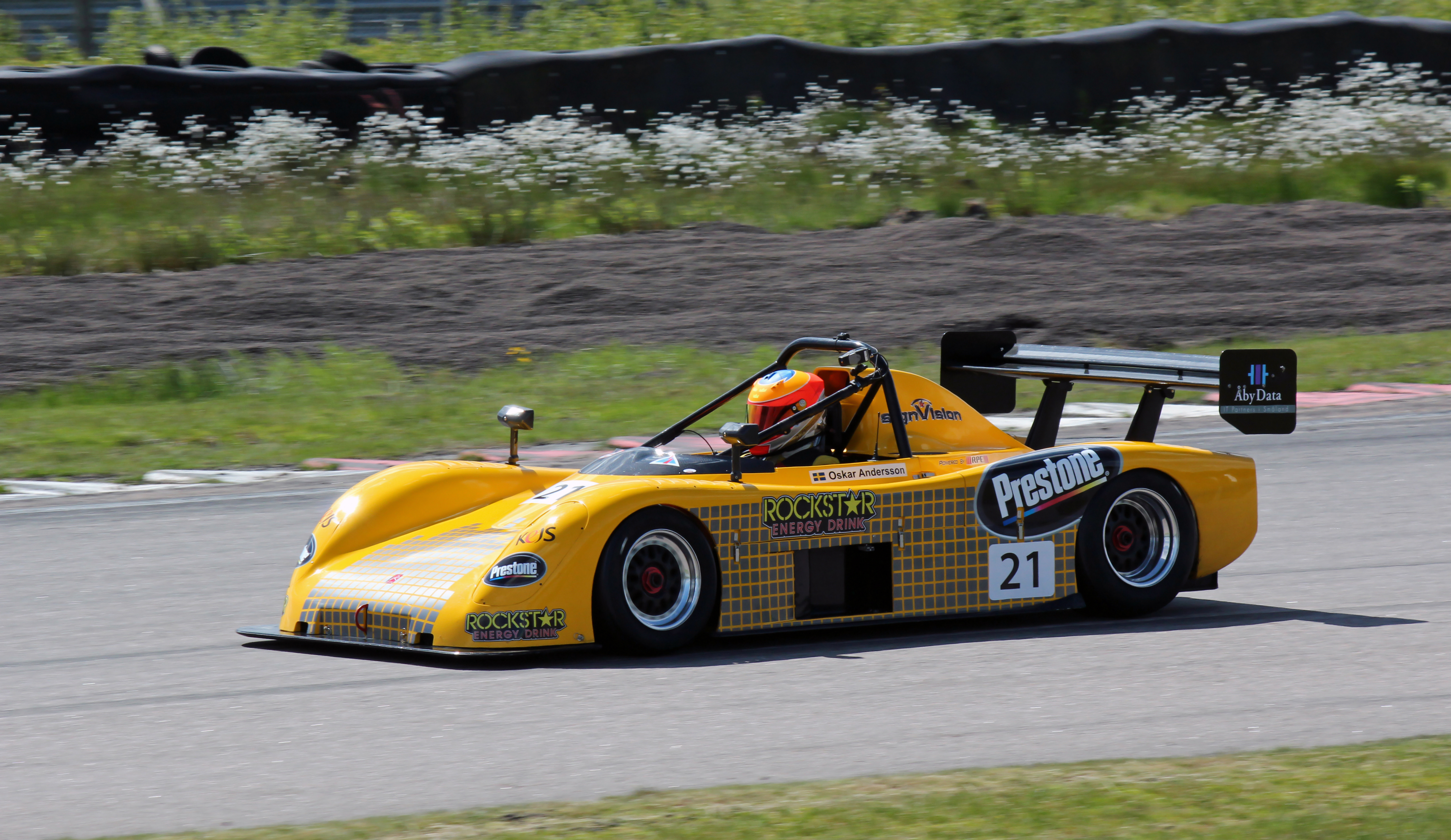
Radical Sweden (2012-).
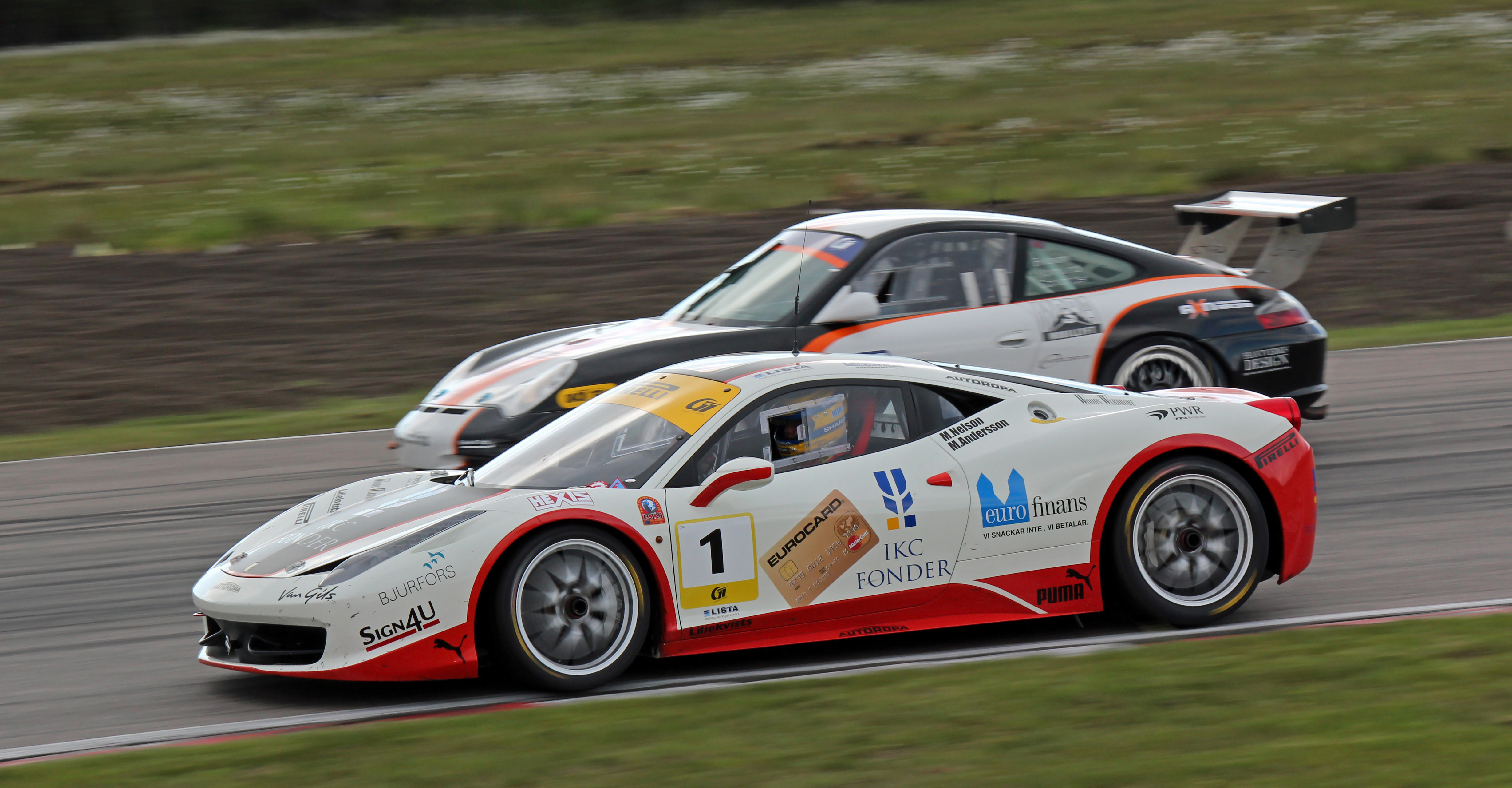
Swedish GT Series (2011-).
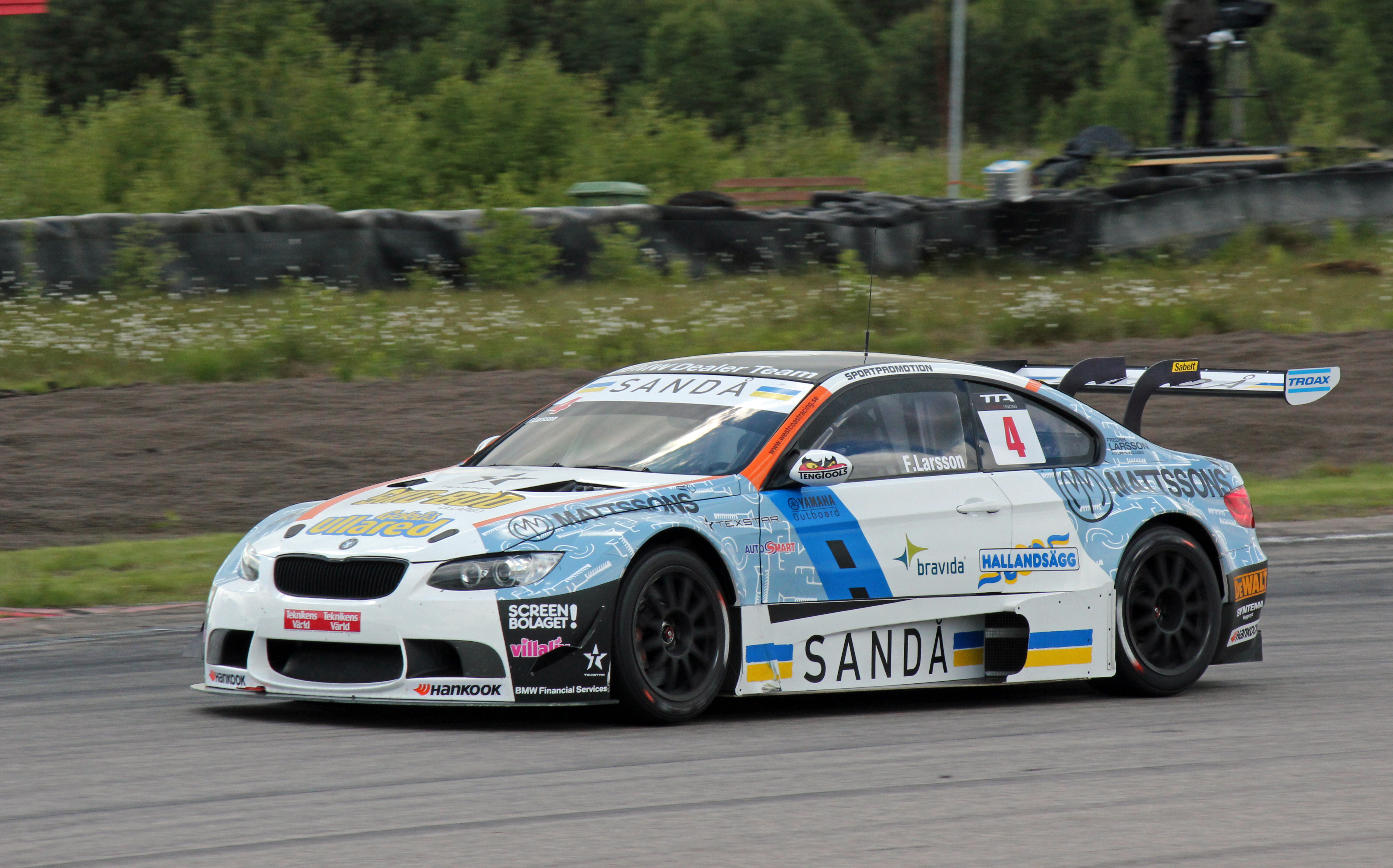
TTA – Elitserien i Racing (2012-).
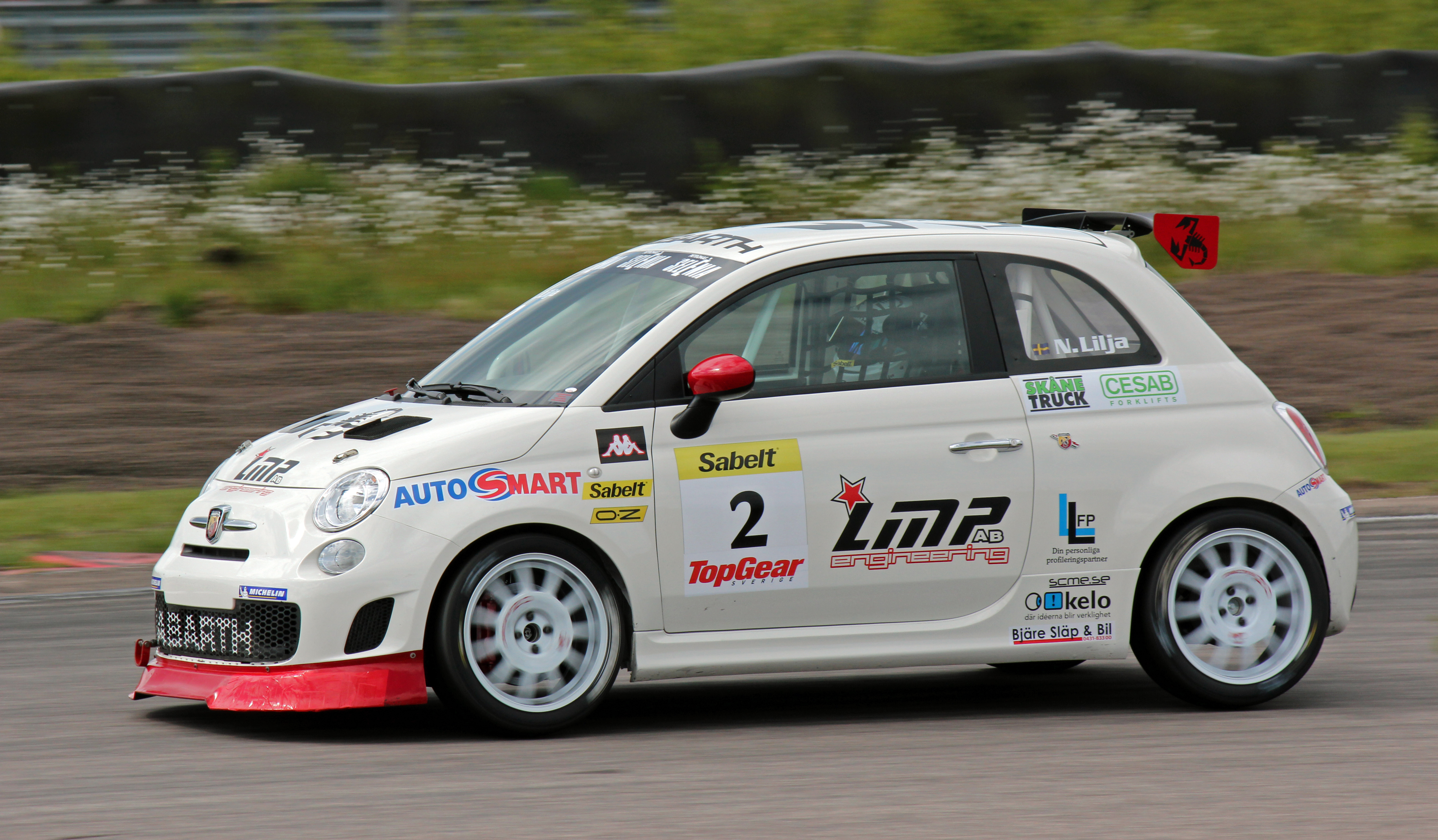
Trofeo Abarth 500 Sweden (2011-).

### Tidigare (2011)

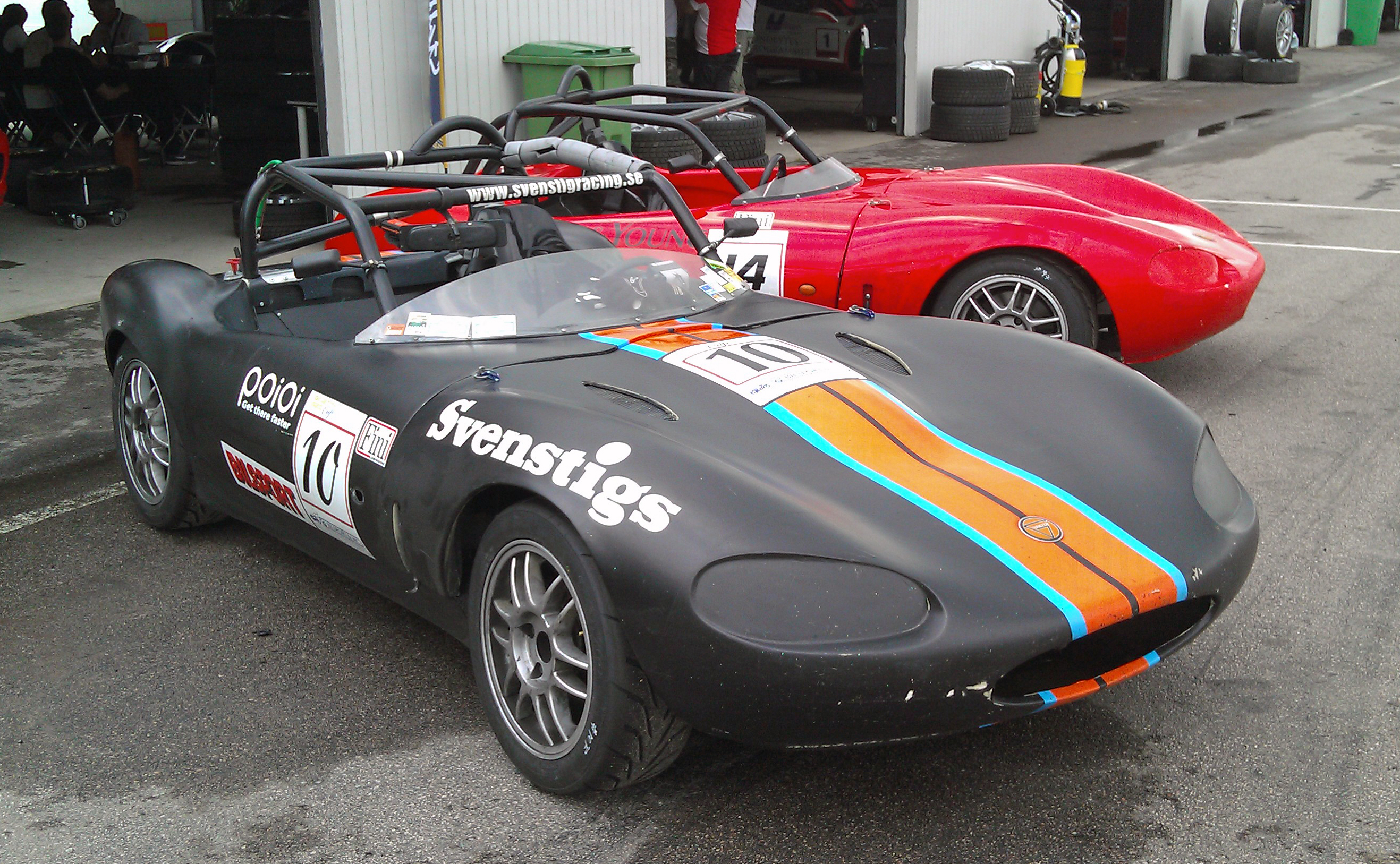
Ginetta G20 Cup (2011).
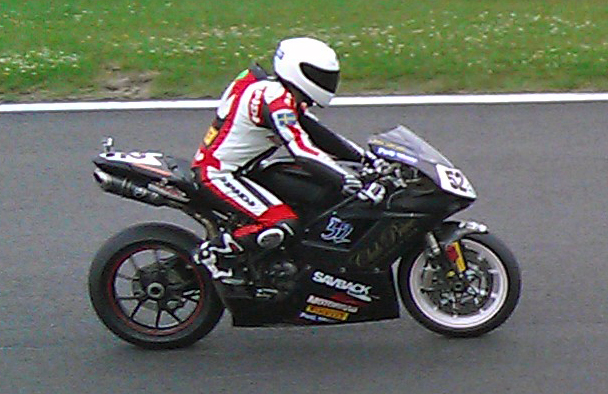
Nordic Battle of The Twins (2011).